# 斯拉夫內 (卡霍夫卡區)
46°53′48″N 34°7′47″E / 46.89667°N 34.12972°E
斯拉夫内（烏克蘭語：Славне）是位於烏克蘭南部的村莊，由赫爾松州卡霍夫卡區的霍爾諾斯塔伊夫卡市鎮負責管轄。該村始建於1890年，面積39平方公里，海拔高度64米，2001年人口468，人口密度每平方公里12人。